# Губернаторство
Говернорат (губернаторство) — адміністративно-територіальна одиниця в багатьох країнах, термін «мухафаза» часто використовується в перекладі з англомовних адміністрацій.
Найчастіше використовується як переклад арабської мухафази, також може відноситися до губернії і генерального губернатства імператорської Росії або 34 гобернатствам Імператорської Іспанії.